# Courry
Courry ist eine Gemeinde im französischen Département Gard in der Region Okzitanien. Sie gehört zum Kanton Rousson und zum Arrondissement Alès. Sie grenzt im Norden an Saint-Paul-le-Jeune, im Osten an Saint-André-de-Cruzières, im Südosten an Saint-Brès, im Süden an Meyrannes, im Südwesten an Bessèges und im Westen an Gagnières. Die Bewohner nennen sich die Courriols.

## Bevölkerungsentwicklung

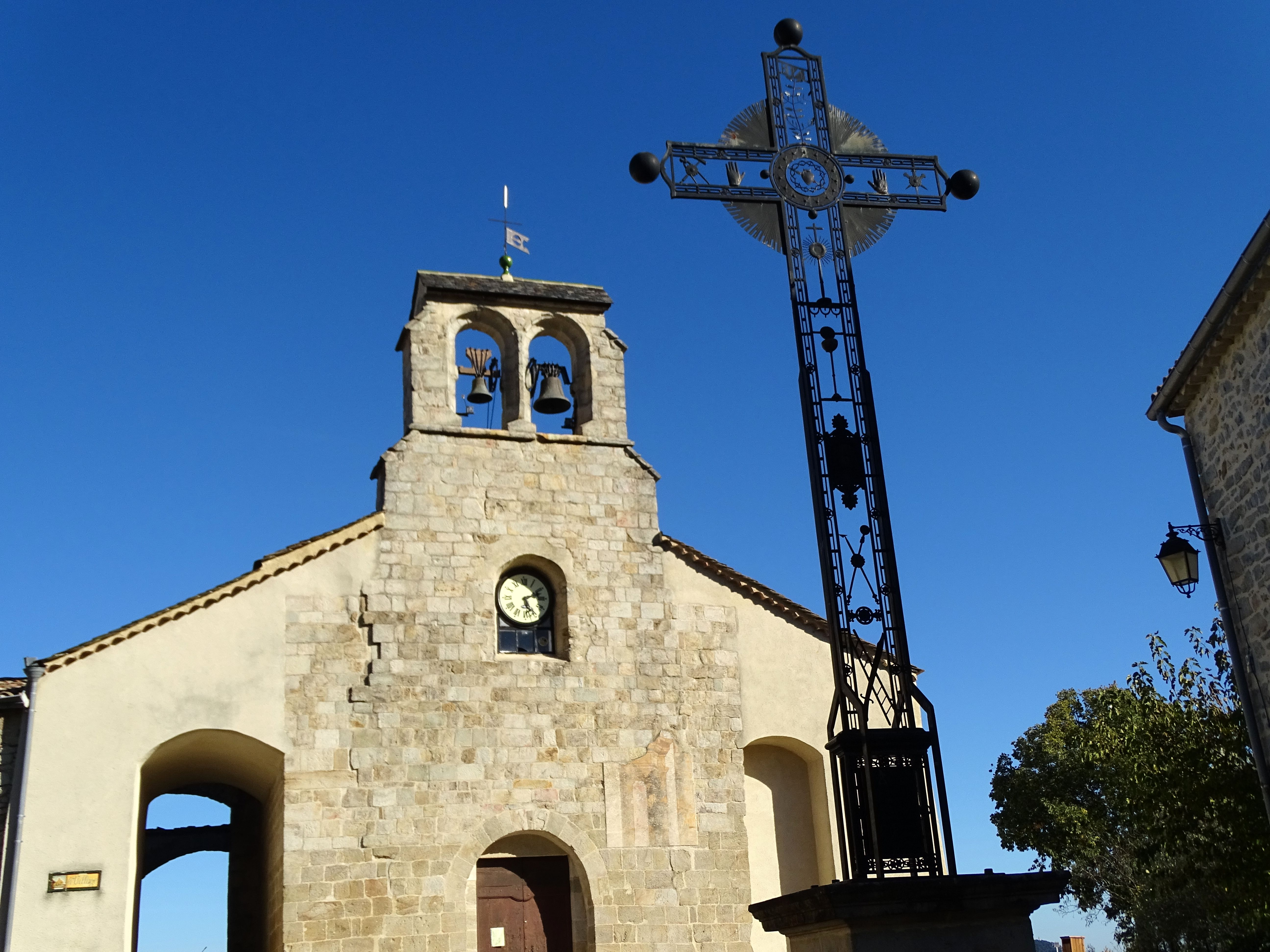
Kirche Mariä Geburt in Courry

| Jahr      | 1962 | 1968 | 1975 | 1982 | 1990 | 1999 | 2008 | 2014 |
| --------- | ---- | ---- | ---- | ---- | ---- | ---- | ---- | ---- |
| Einwohner | 230  | 202  | 179  | 212  | 218  | 254  | 313  | 297  |